# Stazione di Birmingham Moor Street
La stazione di Birmingham Moor Street (in inglese Birmingham Moor Street railway station) è una stazione ferroviaria di Birmingham, in Inghilterra, Regno Unito.